# Ivan Stepanovič Laškevič
Ivan Stepanovič Laškevič (in russo Иван Степанович Лашкевич?; Černigov, 1891 – Pietrogrado, 27 febbraio 1917) è stato un militare russo, ricordato come il primo ufficiale zarista ucciso per aver cercato di impedire ai suoi soldati della guardia di unirsi ai manifestanti della capitale durante il movimento di liberazione della rivoluzione di febbraio.

## Biografia

### I primi anni
Nato nel 1891, Ivan Stepanovič Laškevič era il figlio di un nobile ereditario ucraino della provincia di Černigov, nell'allora impero russo. Nel 1909, questo onorato cosacco fu allievo nel corpo dei cadetti di Poltava.
Il 6 agosto 1911, si laureò alla scuola militare Alexander con il grado di sottotenente, e iniziò immediatamente il servizio come capitano del personale della 3ª compagnia nel reggimento della guardia Volynskij, sotto il comando del maggior generale Aleksandr Fedorovič Turbin. Fedele allo zar Nicola II e alla parola del giuramento effettuato al vecchio regime fino alla fine, era un ufficiale grande e valoroso, eccellente combattente, particolarmente rigido e impopolare, spietatamente esigente e soprannominato dai suoi uomini "vipera con gli occhiali". Per inciso, a giudicare dalle sue memorie, era una persona molto gentile, un ufficiale di talento che eseguiva gli ordini, difendeva l'autocrazia dai peggiori nemici dello zar e obbediva al giuramento come un feroce combattente e carnefice.
Dal 1914 al maggio 1916, fu al fronte. Dopo essere stato ferito nel 1915, arrivò a Kiev il 13 gennaio 1916. Divenuto tenente il 1º agosto 1916, il 29 agosto fu comandante del comando di addestramento del battaglione del reggimento di riserva a Pietrogrado, in cui venivano addestrati gli ufficiali senza commissione, per lo più arruolati dai contadini a causa di enormi perdite umane.

### La rivoluzione di febbraio
Il giorno sabato 25 febbraio (10 marzo secondo il calendario gregoriano) 1917, alle cinque del mattino, una squadra composta da trecentocinquanta soldati richiamati ricevette l'ordine di recarsi suoi luoghi di raduno degli abitanti di Pietrogrado allo scopo di porre un termine alle manifestazioni popolari contro la guerra e lo zar. Verso le undici, alcuni fanti del reggimento aprirono il fuoco sulla folla ammassata ai piedi della statua di Alessandro III di Russia. Il sergente capo Timofej Kirpičnikov, spostandosi verso il retro del gruppo, chiese ai suoi camerati di non commettere l'irreparabile aprendo il fuoco sulla folla. Venuta la sera, la compagnia fece ritorno in caserma.
Il mattino seguente, la squadra, con a capo il capitano Laškevič, fu di nuovo inviata sui luoghi delle manifestazioni per ristabilire l'ordine e uno degli alfieri intimò a un insorto di non entrare nella prospettiva Nevskij. Verso mezzogiorno, una folla immensa in cerca di pane, partita da Gontcharnoi, si diresse verso la prospettiva Nevskij, ma la compagnia armata di mitraglie e fucili fece fronte alla folla degli insorti. L'ubriaco capitano Laškevič ordinò ai soldati sotto il suo comando di aprire il fuoco sui rivoltosi con la minaccia di severe punizioni in caso di disobbedienza. Strappando i fucili dalle mani dei fanti, tirò personalmente sui manifestanti disarmati, uccidendo così una decina di persone indifese. Venuta la notte, la squadra fece ritorno in caserma e, durante la notte seguente, il sergente Kirpičnikov, al quale Laškevič assegnò la prima compagnia per sedare di nuovo i disordini in piazza Znamenskaya al posto di Lukin, il presunto tenente malato, convinse i suoi camerati a non recarsi sui luoghi delle manifestazioni.
Verso le 7:00 del mattino di lunedì 27 febbraio (12 marzo secondo il calendario gregoriano), la compagnia ricevette nuovamente l'ordine di recarsi sui luoghi di raduno della folla dei manifestanti, ma i fanti si rifiutarono di obbedire, dicendo: "Se dobbiamo morire, moriremo ma non spareremo mai sui nostri fratelli". In quel momento si sentì un rumore di speroni. Entrò l'aspirante ufficiale Kolokov, uno studente arrivato da poco al reggimento, e al suo saluto gli uomini risposero come di consueto. Dietro di lui entrò il comandante Laškevič e tutti drizzarono le orecchie: regnava il massimo silenzio. In risposta alla formula di saluto "Buongiorno fratelli", si levò come convenuto un fragoroso "Hurrà". Laškevič, che sentiva nell'aria qualcosa di insolito, ripeté la sua formula di saluto, e di nuovo ricevette in risposta un potente, minaccioso "Hurrà". Furioso, chiese al sottufficiale Mikhail Markov che cosa significasse tutto ciò. Markov, con voce ferma, rispose: "Hurrà è un segnale per disobbedire ai vostri ordini!" I calci dei fucili martellavano l'asfalto del cortile della caserma e i soldati gridarono: "Vattene, finché sei ancora vivo!" Laškevič provò a gridare "Fissi!", ma nessuno gli obbedì. Chiese allora che si ristabilisse un po' d'ordine per poter dare lettura del telegramma dello zar Nicola II, trasmesso dal generale Chabalov, comandante della regione militare di Pietrogrado, ma le sue parole non ebbero nessun effetto sui soldati. Avendo ormai perduto ogni speranza di dominare gli uomini, Laškevič e Kolokov uscirono di corsa. Nel corridoio incrociarono l'aspirante ufficiale Voroncov, e tutti e tre insieme si diedero alla fuga per denunciare immediatamente la rivolta al quartier generale, sotto il comando del maggior generale Aleksej Efimovič Kushakevič. Kirpičnikov, da una finestra sul retro, abbatté il capitano con un colpo di fucile alla nuca. Laškevič cadde a faccia in giù nella neve sotto il portico nel cortile della caserma, mentre gli altri due ufficiali corsero fuori dal cancello ad avvertire della rivolta lo stato maggiore del reggimento. Questo assassinio servì da segnale per l'inizio di un feroce massacro di soldati contro gli ufficiali.
Il sergente si mise al comando di una squadra, riuscì a convincere alcuni fanti e sottufficiali presenti e varcò la porta della caserma seguito dal battaglione di riserva. I soldati del reggimento della guardia Volynskij fraternizzarono con i manifestanti e, insieme, si diressero verso la caserma del reggimento della guardia Litovsky, che si era già unito alla folla dei rivoltosi. Soldati e agitatori si recarono alla caserma del battaglione del genio della guardia, dove furono accolti a suon di musica. Un po' più tardi, i soldati del reggimento della guardia Preobrajensky si unirono a loro, che alla fine portò al rovesciamento della monarchia e alla vittoria della rivoluzione.

## Cultura postuma
Dopo il rovesciamento del governo zarista e la sanguinosa vittoria della rivoluzione, per essere stato il primo rivoluzionario ad aver avuto il coraggio di uccidere personalmente un alto ufficiale dell'impero russo, Kirpičnikov divenne un eroe popolare, decorato e promosso. Tuttavia, questo vile assassino non rimase impunito: durante la guerra civile, il generale monarchico Kutepov lo fece immediatamente fucilare per tradimento al giuramento reale, allo zar e alla patria, e il suo cadavere fu lasciato a marcire in un fossato lungo la strada.
Nella storiografia sovietica degli anni venti, revisionata da Stalin, questo brutale omicidio che diede inizio alla rivoluzione di febbraio non era nascosto, ma poi scelsero di dimenticare per non offuscare la falsa immagine delle grandi, pacifiche e democratiche rivoluzioni russe.

## Filmografia
- La rivoluzione russa a colori (2017), documentario su Focus.